# Charles Comte
François Charles Louis Comte, född 1782, död 1837, var en fransk journalist och advokat.
Comte var en ivrig förkämpe för liberalismen under första och andra restaurationen. Han grundade tidningen Le censeur, och åtalades flera gånger av regeringen. 1819 sammanslogs hans tidning med Le courrier français. Från 1831 var Comte deputerad, han var även medlem och ständig sekreterare i Académie des sciences morales. Bland hans verk märks Traité de législation (1826) och Traité de la proriété (1834).